# Rozumivka, Zaporijjea
Rozumivka (în ucraineană Розумівка) este localitatea de reședință a comunei Rozumivka din raionul Zaporijjea, regiunea Zaporijjea, Ucraina.

## Demografie
Componența lingvistică a localității Rozumivka
     Ucraineană (78,63%)
     Rusă (19,81%)
     Alte limbi (0,45%)
Conform recensământului din 2001, majoritatea populației localității Rozumivka era vorbitoare de ucraineană (78,63%), existând în minoritate și vorbitori de rusă (19,81%).